# Plakobranchus ocellatus
Espèce
Synonymes
- Placobranchus ocellatus, van Hasselt, 1824 (nom originel)

Plakobranchus ocellatus est une espèce de mollusques gastéropodes marin de l'ordre des Sacoglossa et de la famille des Plakobranchidae.

## Description
Cette espèce peut mesurer plus de 5 cm. Le corps est allongé et recouvert dans le sens de la longueur par le repli des parapodes latéraux. Lorsque les parapodes sont écartés, la face dorsale est visible. Elle est soit vert foncé soit brune. La couleur du corps est généralement dans les tons crème à beige, voire verdâtre, et il est parsemé d'ocelles soit bruns au centre avec un pourtour noir, soit jaunâtres avec un pourtour clair. Cette livrée camoufle partiellement l'animal lorsqu'il est sur le sable.
La tête est réduite et distincte du reste du corps, avec deux longs rhinophores lisses et enroulés, leur couleur est généralement crème avec parfois l'extrémité mauve à bleue.

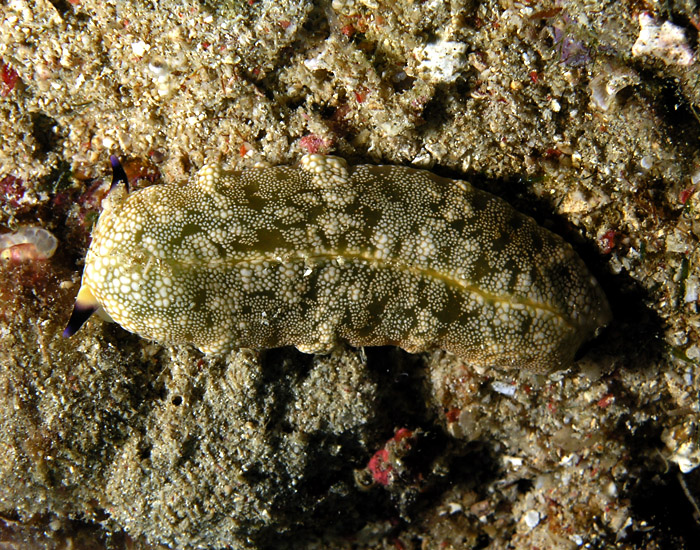
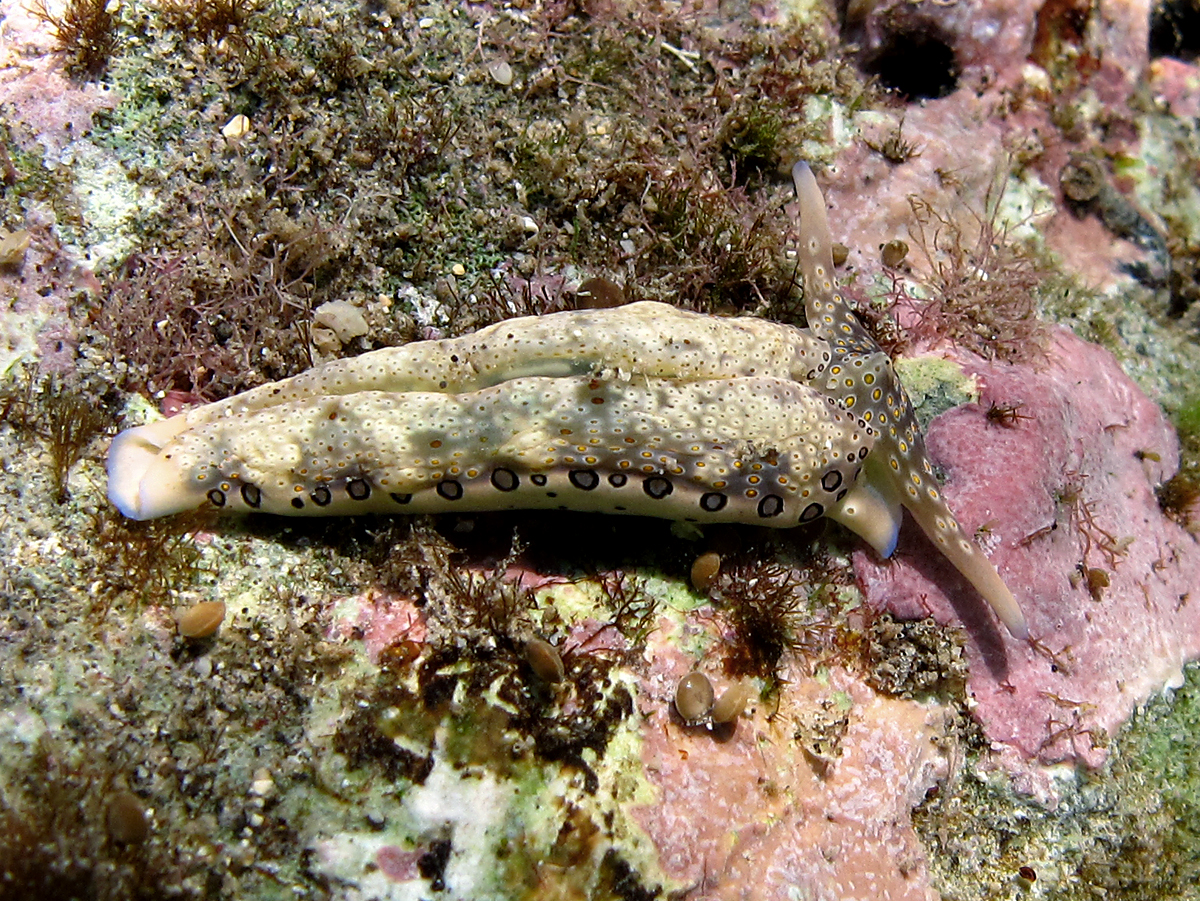
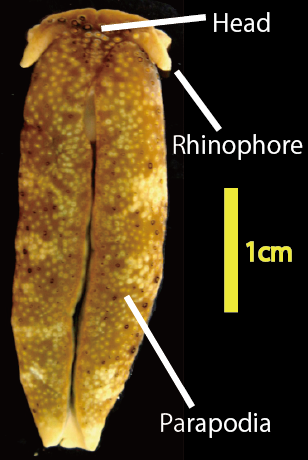
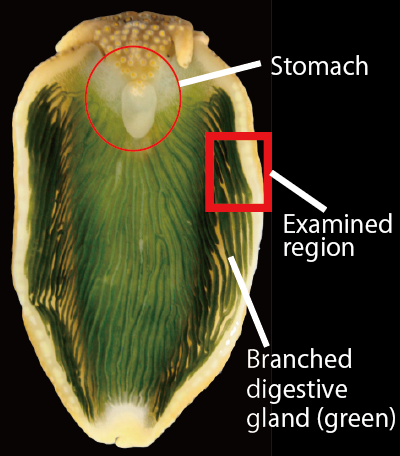

La particularité des Sacoglosses est de pouvoir prélever des chloroplastes via leur mode alimentaire et digestif et de les maintenir en vie et fonctionnels dans leur organisme. Ce procédé se nomme la kleptoplastie, littéralement le « vol de plastes ».
Ces chloroplastes sont contenus dans les tissus de l'épiderme de la face dorsale sous les parapodes et poursuivent la photosynthèse transformant l'énergie solaire en glucide au profit de leur hôte.

## Distribution et habitat
L'espèce se rencontre dans la zone tropicale Indo/Ouest-Pacifique.
Son habitat de prédilection correspond aux zones de lagons peu profonds dans les secteurs sablonneux aux herbiers.

## Éthologie
Cette Elysia est benthique et diurne.

## Alimentation
Plakobranchus ocellatus se nourrit principalement d'algues.